# 魯道特防空飛彈系統

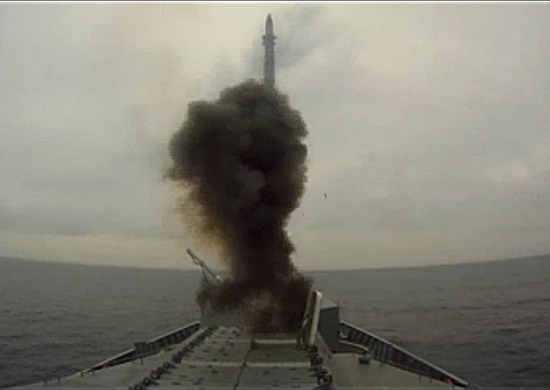
魯道特防空飛彈系統發射一枚防空飛彈

魯道特防空飛彈系統（英語:Redut）是俄羅斯聯邦基於S-400导弹所衍生出的海基防空飛彈系統。

## 概要
魯道特艦對空飛彈系統是由陸基防空飛彈S-400衍生發展而來，一改過去俄國防空系統短、中、長飛彈各使用完全不相容的硬體設備。魯道特系統將短、中、長程飛彈全部整合在一套系統內，是俄系武器系統第一次的創舉、屬非常劃期的設計。
以往俄國艦對空飛彈系統，依照短、中、長射程接戰需求不同，分別使用長程防空S-300F(SA-N-6里夫)、中程防空3K90或3K97(SA-N-7 / 12施利基)、短程3K95（SA-N-9短劍）防空飛彈，各飛彈系統都擁有獨立的設控雷達與發射器，戰系操控台也是獨立配置、互不相容，操控人員也不互通。無論軟硬體配置或人員編制，都臃腫龐大，因而造成船艦噸位 / 武器配置比效益低。
魯道特艦對空飛彈系統改採統一的射控系統、戰控顯示台、短中長各種類飛彈也共用同一種垂直發射器。為對應多彈種使用同一個垂直發射單元，擁有大直徑的發射管，以對應裝填不同尺寸的防空飛彈。發射系統沿用S-300以來的方式，採用冷發射，以壓縮氣體將飛彈彈出後才點火。
該系統可對應下列飛彈。

## 魯道特系統對應彈種

### 中程飛彈 9M96系列
專為艦載系統研發的重點型號，分別為射程40公里的9M96E以及加長型射程達120公里的9M96E2飛彈。
9M96飛彈是陸基S-400特化衍生型號，成為另一個防空體系稱為S-350。早在1990年代便已啟動計畫，但因經濟狀況不佳而進度緩慢。早年資料認為一個魯道特垂直發射管設計概念上可容納四枚9M96，但近年實際搭載測試的情報顯示，雖然發射箱大過彈體，但沒有一管塞入四枚9M96的跡象。真正一個發射管可裝四彈的是9M100。
9M96飛彈使用慣性+終端主動雷達導引(據信同R-77飛彈尋標器)，因此不需大型照明雷達，使2000噸級的20380型巡防艦也可裝填本系列飛彈，使用PUMA多功能相位陣列雷達做射控管制。
與西方解決中程飛彈射程近界問題，多半使用推力偏向燃氣舵等複雜昂貴方式不同。9M96飛彈在彈出發射器時就同時點燃偏轉火箭完成指向(比較類似SA-15的發射模式)，不若西方同類防空飛彈先升到半空再俯衝。
原本9M96彈射後的點火與指向的模式非常特異，2016中旬傳出研發不順的消息，但事實上僅隔一個月後俄國電視台便公布20381發射新型9M96的畫面，與舊型9M96的發射軌跡完全不同。並宣告9M96完成研發，而外界甚少注意到此一新聞操作手法。（含糊不清，主旨不明的表達）

### 短程飛彈 9M100飛彈
9M100短程飛彈的配備是魯道特系統與陸基型S-400最大的不同點，因為S-400架構下並沒有適當的飛彈接替海軍SA-N-9短劍飛彈的角色。因此魯道特系統引進9M100飛彈填補10公里級短程接戰需求。每一個個魯道特垂直發射管現階段暫定裝填4枚9M100飛彈。
原本認為9M100飛彈是由阿爾馬茲設計局研發，使用指令+紅外線終端導引，具有10-15公里的接戰半徑。其後多年沒有進一步消息，至2017年證實此一訊息是受到早年彈體模型所誤導。真實完成研發的9M100模型在2017年夏季正式公布，令人訝異的是並非光學誘導，而是雷達導引，是主動式抑或被動式目前尚未公布。
同年8月中旬，俄羅斯紅星台揭露的訊息表示，9M100可以相容3S90M垂直發射器，這代表11356系列巡防艦使用的Shtil-1飛彈系統也可以用一管四發的方式裝填9M100飛彈。

## 衍生發展
9M96飛彈與9M100飛彈也會配備在新型的機動中程防空系統Vityaz(勇士)上(或稱MSAM/MRADS )。
Vityaz系統是由數輛中型戰術越野車所組成的陸基機動防空飛彈系統。
Vityaz飛彈系統射控車上的多功能相位陣列雷達，可執行目標的搜獲、追蹤與飛彈指令誘導任務。
2003年俄國與韓國簽訂技術授權研發(由阿爾馬茲設計局授權三星電子)，提供整套多功能相位陣列雷達與飛彈技術給韓國。韓國基於此項授權於2005年正式進行KMSAM防空飛彈計畫。

## 配備
12441U型巡防艦 - 
在1997年時魯道特防空飛彈原本是想安裝在當時最新型的艦體12441U型諾維克號上，但因諸多配套都尚未開發完成，且當時的俄羅斯經濟非常凋敝，因此該艦已打造好的艦身遂在船台上停工多年並荒廢至今。若該艦有按造原計畫進度進行，則12441U型將會擁有4具4聯裝魯道特飛彈發射器。
20380型巡防艦 - 20380型巡防艦主桅頂部裝有具備圓形天線罩的Furke-E(5P-27M)旋轉式相位陣列雷達做指揮管制。
20381型在艦艏裝有12管垂直發射器，暫定裝備12枚9M96或48枚9M100飛彈。
20385型在艦尾直升機甲板兩側裝擴增為16管發射器。
22350型巡防艦 - 22350型巡防艦主桅頂部裝有旋轉式的Furke-E/2(5P-27)相位陣列多功能雷達負責全空域搜索，而其下方主桅裝備的四面Poliment相位陣列雷達則負責區域目標精確追蹤與飛彈誘導功能，就已公開的資訊22350型最大防空能力能同時追蹤200個以上的空中目標，並發射32枚飛彈接戰16個空中目標。
22350型配備8x4=32個魯道特垂直發射管。之前模型出現28個發射管的特徵顯然與實際建成狀態不符。
俄羅斯新世代驅逐艦 - 目前正在計畫階段，計畫建造排水量超越一萬噸的大型艦艇，且不排除使用核子動力，但後續仍不明朗。

## 現況
在2014年6月2號的報導，20381型的機靈號於2014夏季軍演首次成功使用9M96飛彈擊中預先配置的標靶，是此飛彈系統上艦後首次成功的實彈射擊。

## 魯道特系統搭載艦
- 12441U型巡防艦 - 原始構想，但該型艦已終止建造。
- 20380型巡防艦
- 22350型巡防艦
- 11441型巡洋艦 - 基洛夫級三號艦納希莫夫元帥號已於2013年6月13日簽署50億盧布的改裝合約，將在北德文斯克入塢移除所有P-700與S-300飛彈，改裝配Poliment雷達與魯道特防空飛彈系統，並於2020年恢復現役[6]。

## 関連項目
- S-300飛彈
- S-400飛彈
- S-500飛彈